# Malagoniella bicolor
Malagoniella bicolor là một loài bọ cánh cứng trong họ Bọ hung (Scarabaeidae).